# Radasłaŭ Astroŭski
Radasłaŭ Astroŭski (bjeloruski: Радаслаў Астроўскі, poljski: Radosław Ostrowski) (25. listopada 1887. – 17. listopada 1976.), bjeloruski nacionalistički političar, isprva komunist, a za vrijeme 2. svjetskog rata njemački kolaboracionist. 
Radasłaŭ Astroŭski je rođen u bjeloruskom gradu Zapolle, dijelu gubernije Minska unutar Ruskog Carstva.  Pohađao je gimnaziju u obližnjem Slucku, ali je izbačen nakon sudjelovanja u ruskoj revoluciji 1905.  Godine 1908. počeo je studirati matematiku na sveučilištu u Sankt-Peterburgu.  1911. je uhićen zbog sudjelovanja u revolucionarnim neredima pa je godinu dana proveo u zatvoru.  Nakon puštanja nastavio je studirati na sveučilištu u Tartu (Estonija) gdje je dobio diplomu iz matematike i fizike.
Nakon stjecanja diplome radio je kao učitelj u Poljskoj i kasnije u Minsku. Nakon Februarske revolucije 1917. postao je komesar privremene vlade u Slucku; u rujnu iste godine tu je osnovao Bjelorusku gimnaziju i postao ravnatelj.  Oktobarskoj revoluciji se usprotivio: na 1. svebjeloruskom kongresu zagovarao je ideju nezavisnosti, a 1920. je sudjelovao u pobuni protiv Crvene armije u Slucku.  Sljedeće godine je preselio u dio Bjelorusije koji je bio u sastavu Poljske.  Tamo je od 1924. do 1936. bio ravnatelj bjeloruske gimnazije u Vilniusu.  
Tijekom druge polovice dvadesetih godina, njegova politička uvjerenja radikalno su se mijenjala.  1924. je pokrenuo osnivanje Poljsko-bjeloruskog društva koje je podupiralo poljsku vlast.  Nakon sloma Društva, surađivao je s bjeloruskim komunistima, a sljedeće dvije godine imao je razne funkcije u organizacijama Bjelorusa u Poljskoj.  1926. se pridružio Komunističkoj partiji Zapadne Bjelorusije, zbog čega je uhićen, ali uskoro i oslobođen.  Od 1928. počinje se zalagati za suradnju s poljskim vlastima, zbog čega ga osuđuju vođe bjeloruskog nacionalnog pokreta.  Nastavio je objavljivati članke za razne bjeloruske časopise.  1936. je preselio iz Vilniusa u Łódź.
Za vrijeme njemačke okupacije od 1939. do 1945. Astroŭski je aktivno surađivao s Nijemcima.  1941. je preselio u Minsk gdje je radio u gradskoj upravi.  Kreirao je bjeloruske upravne jedinice u Brjansku, Smolensku i Mogiljovu i proveo određeno vrijeme kao Bürgermeister u tim gradovima.  1943. je postao predsjednik Bjeloruskog centralnog vijeća (Biełaruskaja Centralnaja Rada / Weißruthenischer Zentralrat) koje je imalo funkciju vrlo ograničene nacionalne vlade; osnovali su ga nacisti kako bi pridobili simpatije Bjelorusa i iskoristili njihovu suradnju u borbi protiv sovjetskih trupa koje su u to vrijeme počele napredovati.  Astroŭski je imao manji utjecaj u rješavanju civilnih pitanja, a bio je i jedan od glavnih organizatora 2. svebjeloruskog kongresa 1944.
Nakon rata pobjegao je u Zapadnu Njemačku, a 1956. u SAD.  Bio je aktivan u bjeloruskom nacionalnom pokretu, a bio je i glavni ideolog bjeloruske vlade u egzilu koja je odbijala priznati komunističku vlast.  Umro je 1976. u New Jerseyju.